# Niccolò Albergati-Ludovisi
Niccoló Albergati-Ludovisi (ur. 15 września 1608 w Bolonii – zm. 9 sierpnia 1687 w Rzymie) – włoski kardynał. Krewny papieża Grzegorza XV. Arcybiskup Bolonii 1645–1651.

## Życiorys
W 1645 został kreowany kardynałem prezbiterem Sant’Agostino przez papieża Innocentego X, i w 1648 wezwany przez niego do Rzymu. Wielki penitencjariusz 1650–87. Nie przyjął nominacji na arcybiskupa Palermo i Monreale, oferowanych mu przez króla Hiszpanii Filipa IV. Protoprezbiter Św. Kolegium 1676-77, następnie biskup Sabiny 1677–81, biskup Porto-Santa Rufina i subdziekan kolegium kardynałów 1681–83, biskup Ostia e Velletri i kardynał-dziekan od 1683. Z powodu słabego zdrowia często nie mógł osobiście wykonywać piastowanych funkcji. Zmarł w wieku niespełna 79 lat.